# Zwierzyniec (Kraków)

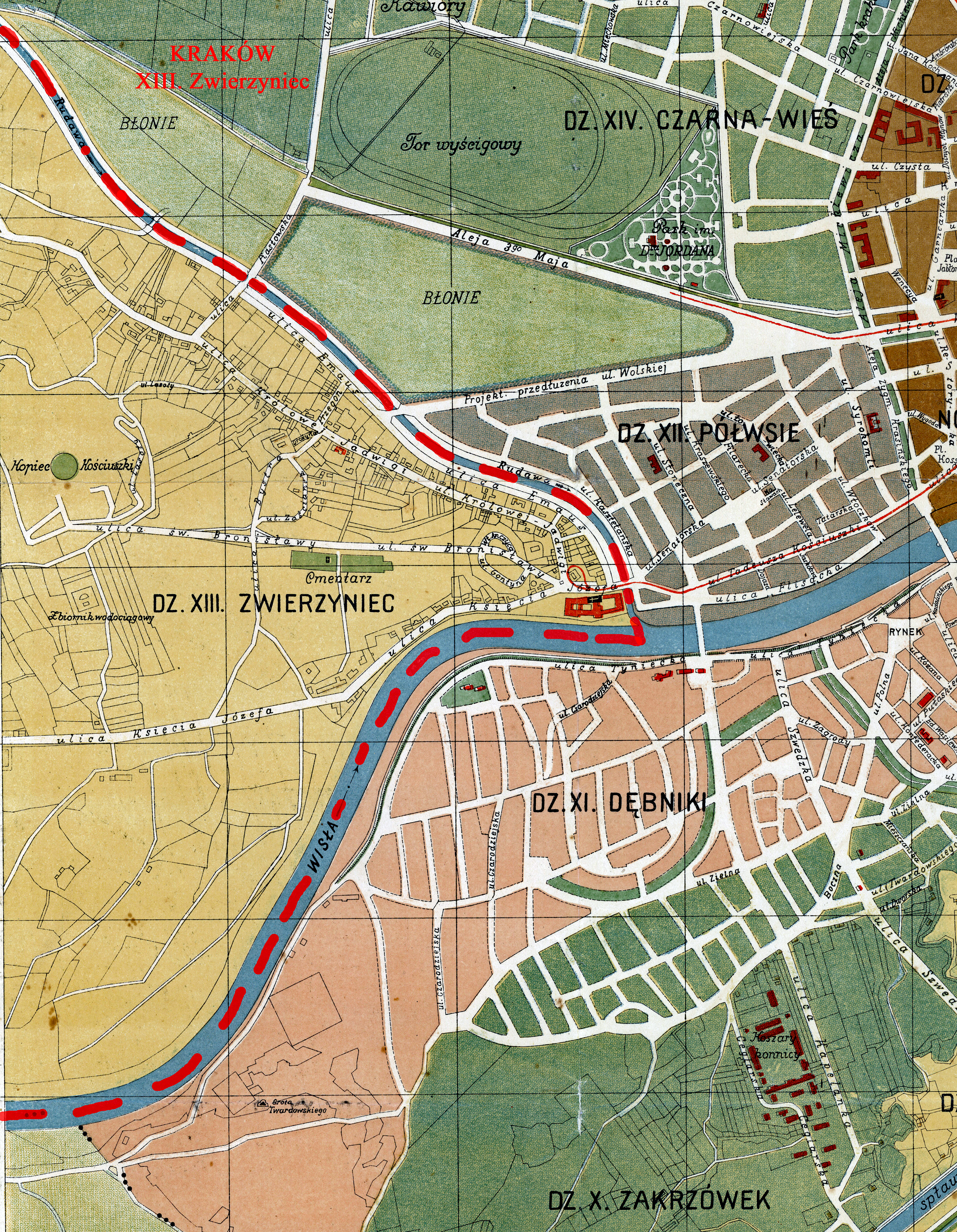
Zwierzyniec na planie z 1916 roku jako dzielnica Krakowa.

Zwierzyniec – obszar Krakowa wchodzący w skład dzielnicy VII. Dawna wieś, która została włączona do Krakowa 13 listopada 1909 jako XIII dzielnica katastralna.
Rozciąga się między Rudawą na północy i wschodzie a Wisłą na południu. Od zachodu graniczy z Przegorzałami i z Wolą Justowską, od północy z Czarną Wsią a od wschodu z Półwsiem Zwierzynieckim. Na Zwierzyńcu powstało osiedle Salwator.
Tereny te były niegdyś własnością Piotra Włostowica, wielkorządcy Bolesława Krzywoustego, a w XII w. przeszły w posiadanie Jaksy Gryfity, zięcia Włostowica. Jaksa ufundował tu w 1162 klasztor Norbertanek. W dokumencie fundacyjnym klasztoru po raz pierwszy wymieniona została nazwa "Zwierzyniec".
Wieś położona w powiecie proszowskim województwa krakowskiego w końcu XVI wieku była własnością klasztoru norbertanek na Zwierzyńcu w Krakowie.
Według austriackiego spisu ludności z 1900 w 213 budynkach w Zwierzyńcu na obszarze 356 hektarów mieszkały 2976 osoby, z czego 2870 (96,4%) było katolikami, 40 (1,3%) wyznawcami judaizmu, 13 (0,4%) grekokatolikami, a 53 (1,8%) było innej religii lub wyznania; 2543 (85,5%) było polsko-, 256 (8,6%) niemiecko-, 11 (0,4%) rusko-, a 101 (3,4%) innojęzycznymi.
Nazwa Zwierzyniec jest tradycyjnie powiązana ze służebną funkcją obszarów myśliwskich dla dworu królewskiego, brak jednak dowodów iż istniały na tym terenie wydzielone miejsca do polowań. Najstarszy znany zapis obecnej nazwy Dzielnicy pochodzi z XIII wieku (łac. Sverincia lub Zwerincia), natomiast polski zapis Zwierzyniec jest nam znany dopiero z roku 1422. Pochodną nazwą Zwierzyńca jest Półwsie Zwierzynieckie. Półwsie jest dawnym śladem podziału wsi Zwierzyniec na dwie części – właśnie Zwierzyniec i Półwsie.

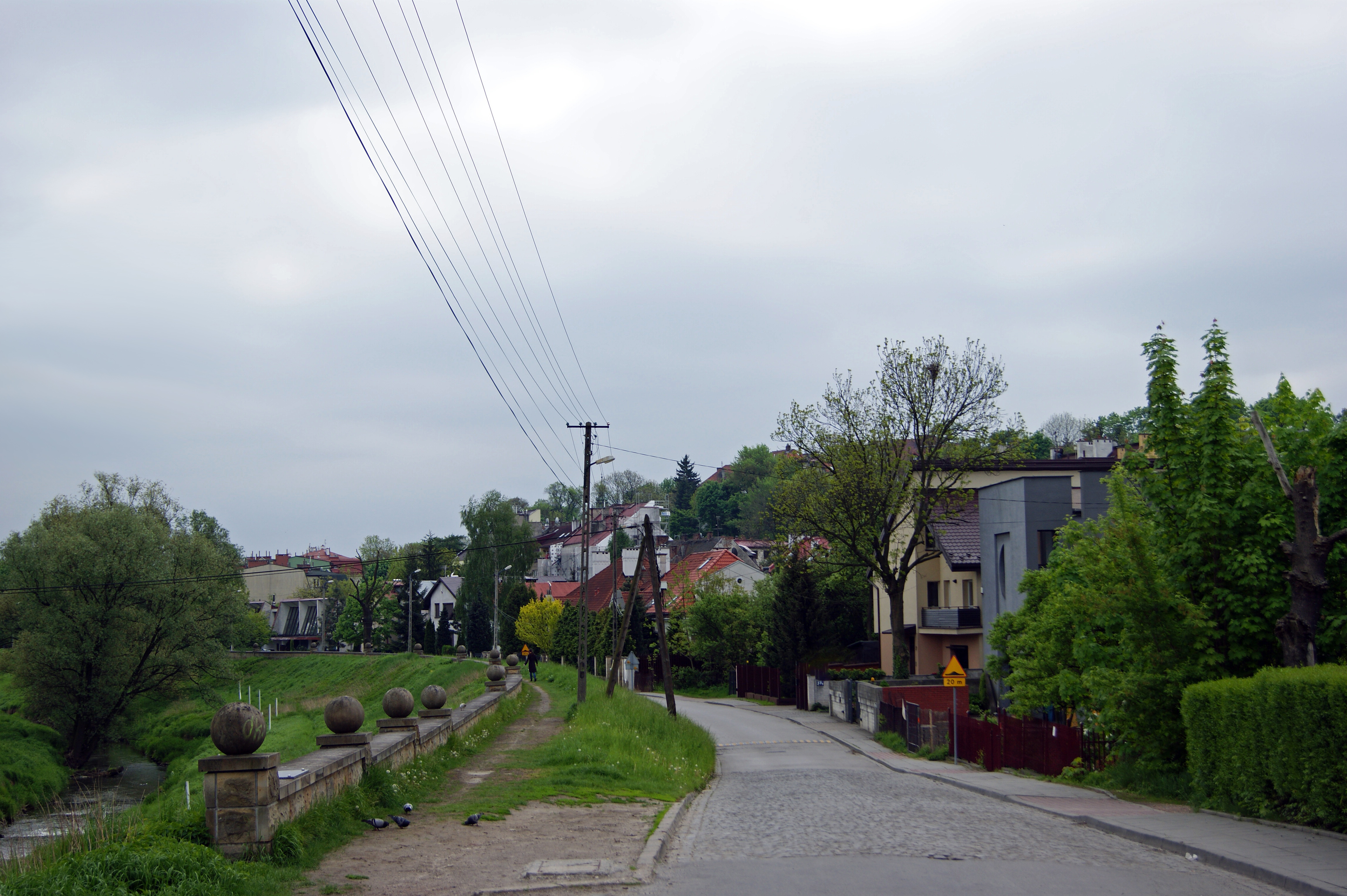
Ulica Emaus biegnąca wzdłuż Rudawy – widok z  Al. Focha na wschód
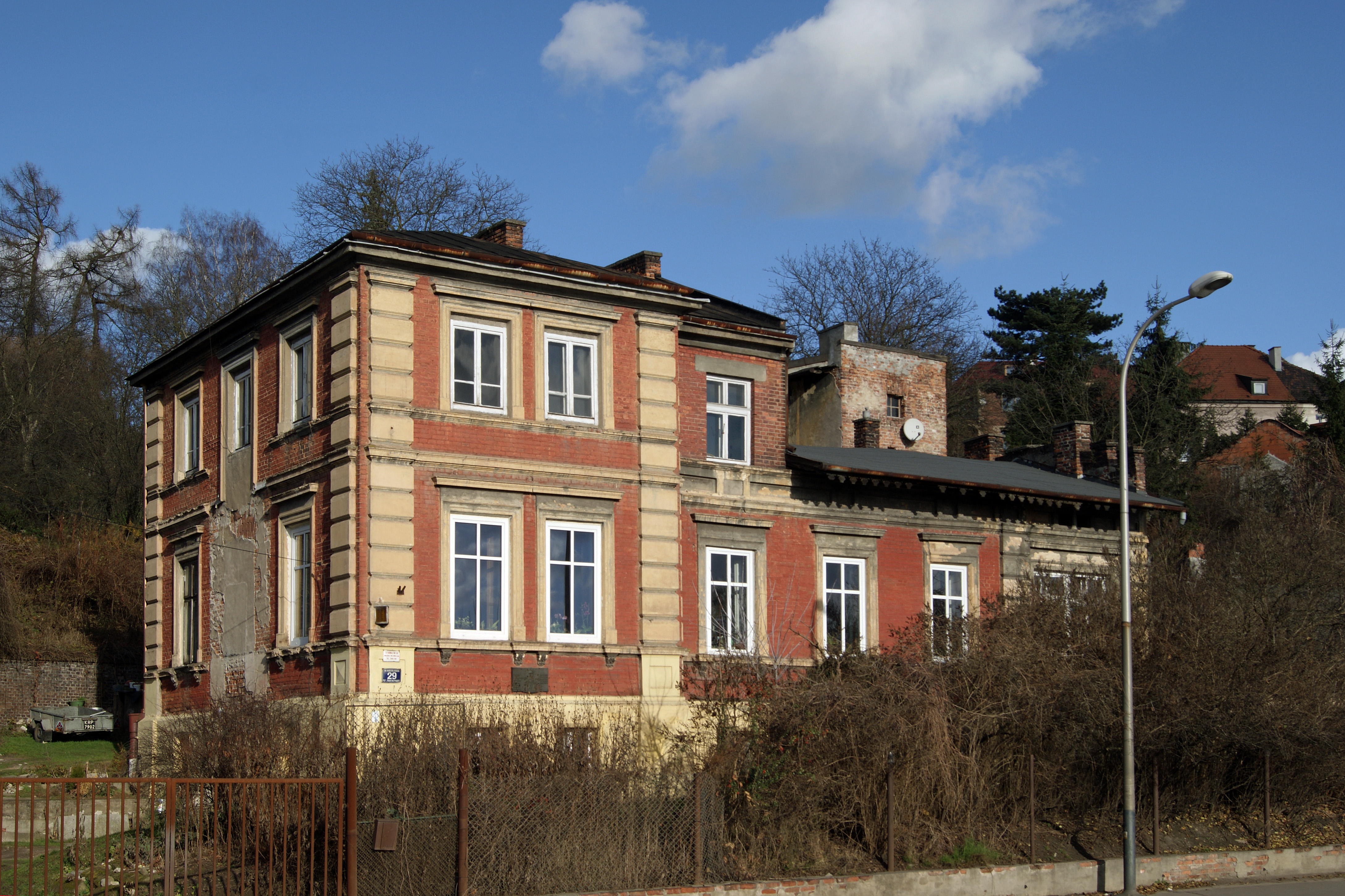
Willa Pod Matką Boską ul. Księcia Józefa 29, gdzie mieszkał i miał pracownię Jacek Malczewski
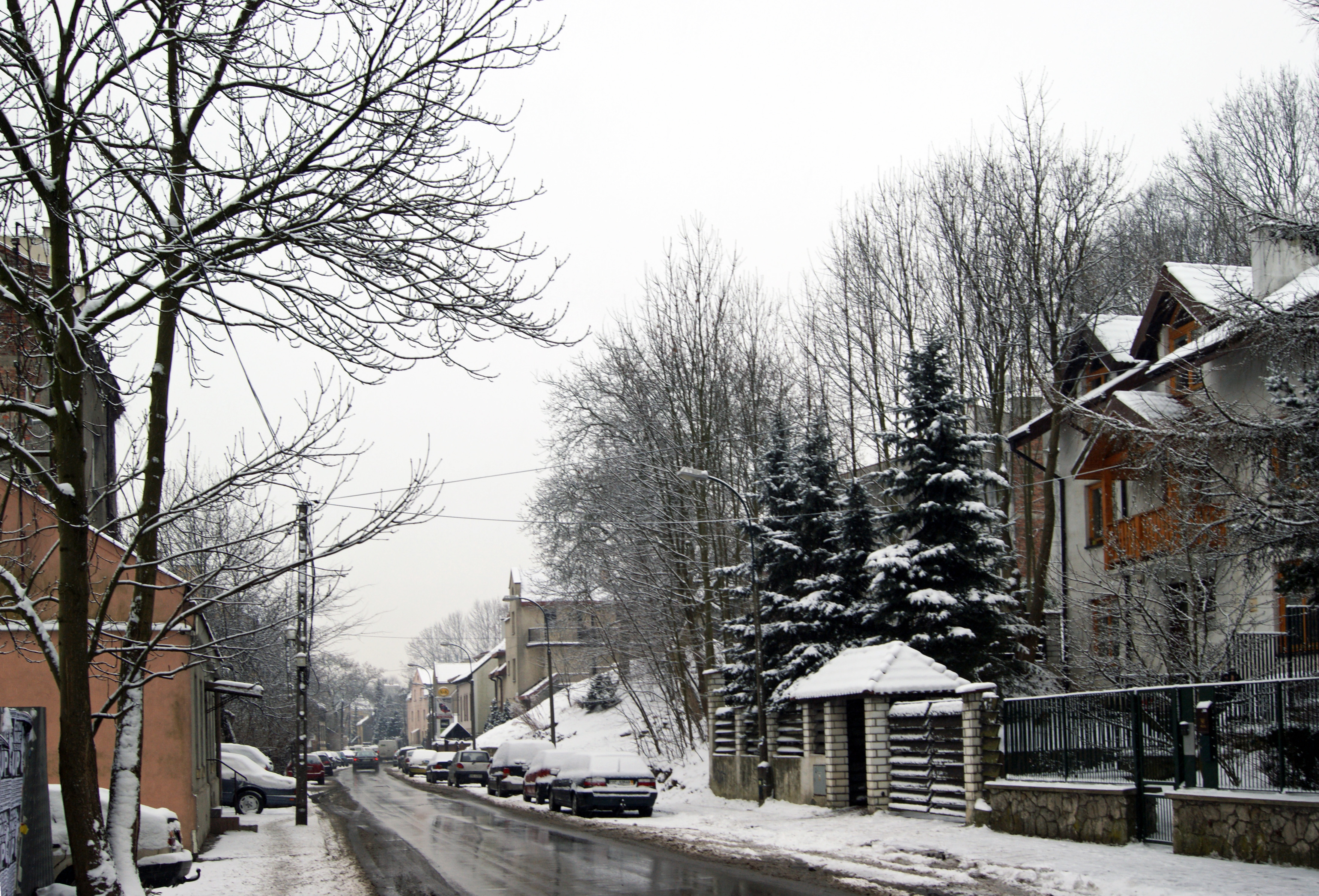
Ulica Królowej Jadwigi
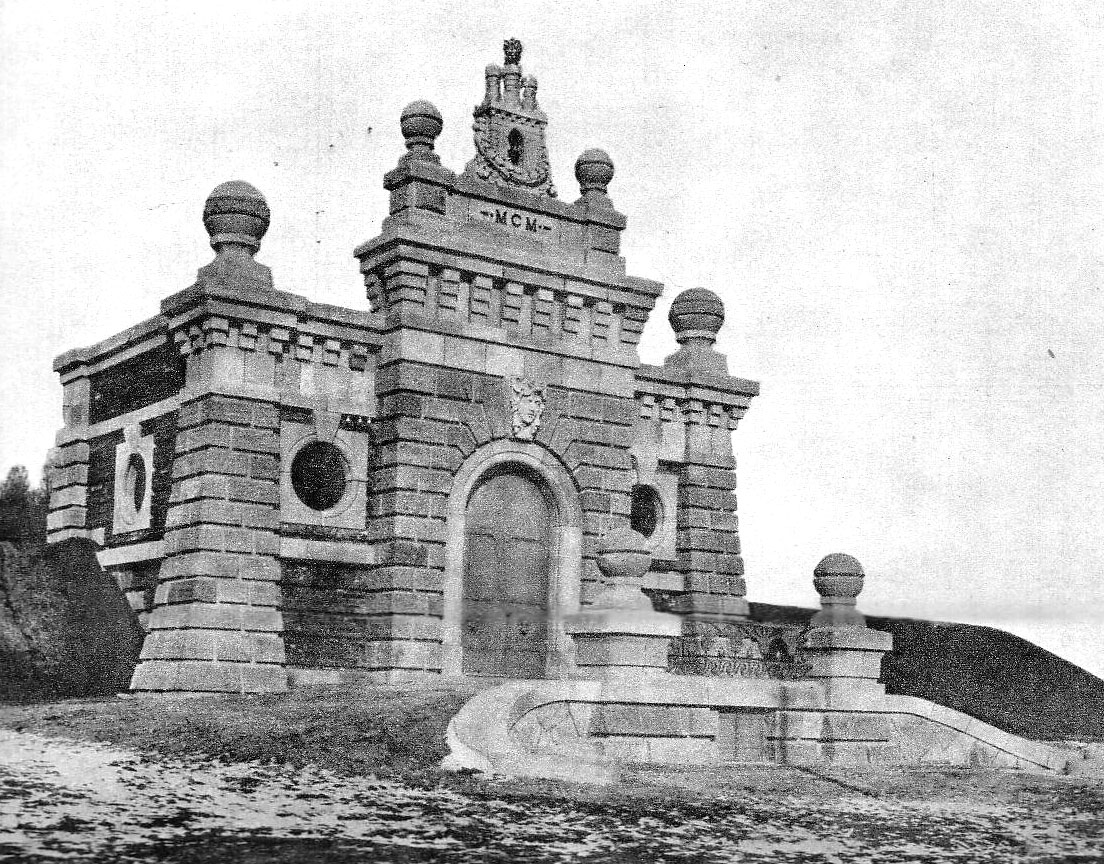
Budynek komory zasuw zbiornika "Kościuszko" Wodociągów Miejskich Kraków ul. Wodociągowa 23 (1901 rok)
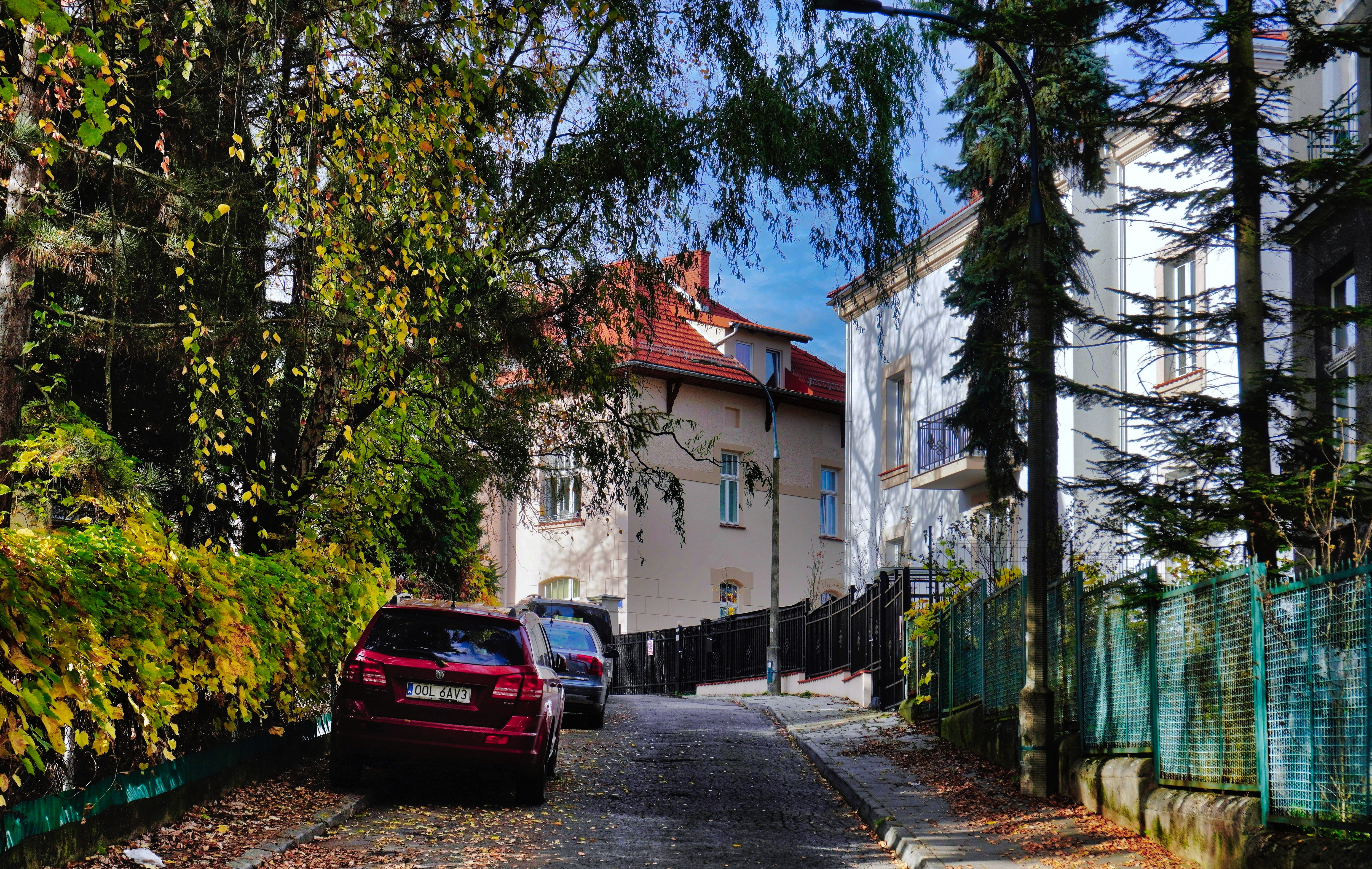
Ulica Władysława Anczyca
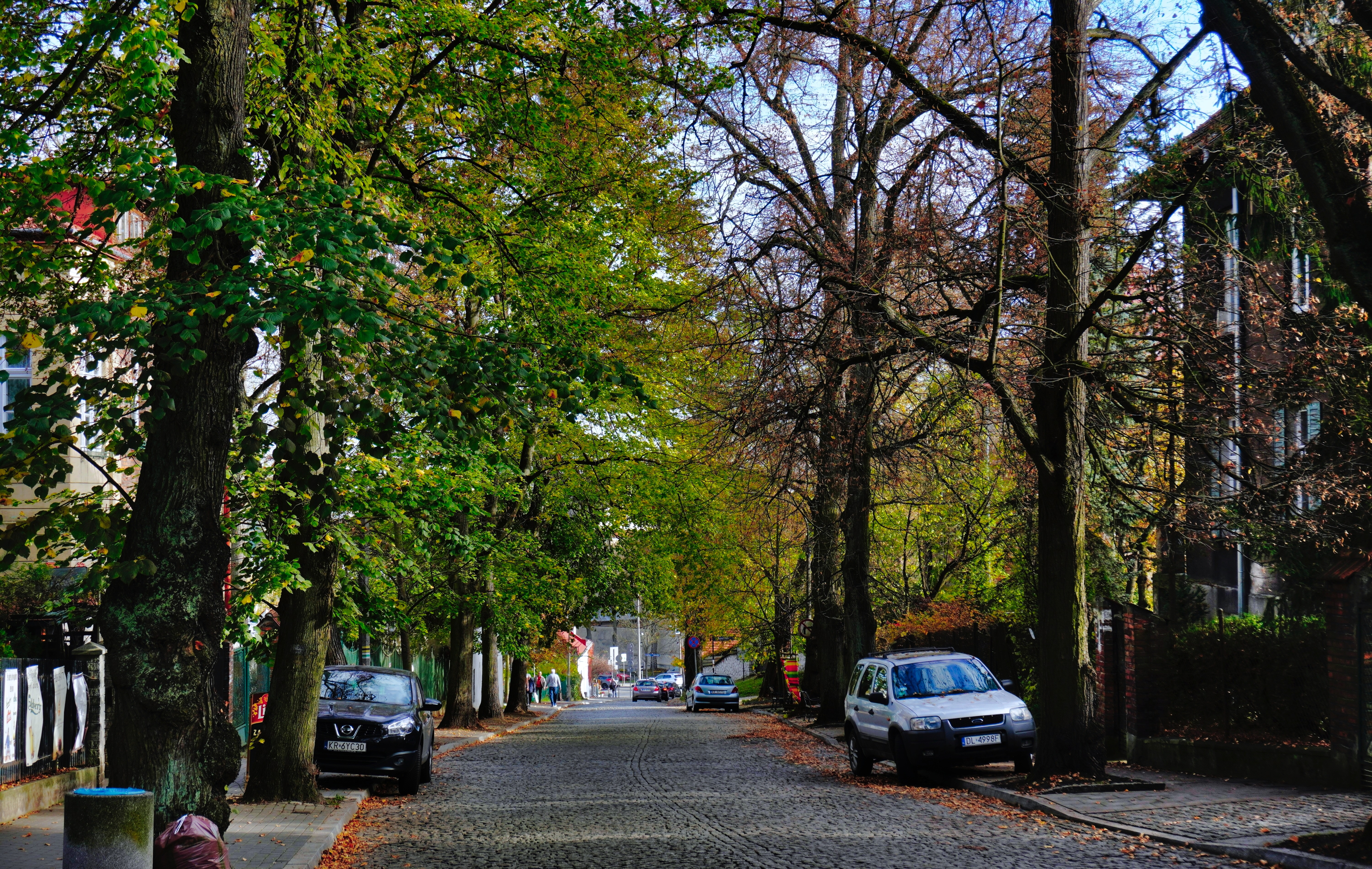
Ulica św. Bronisławy
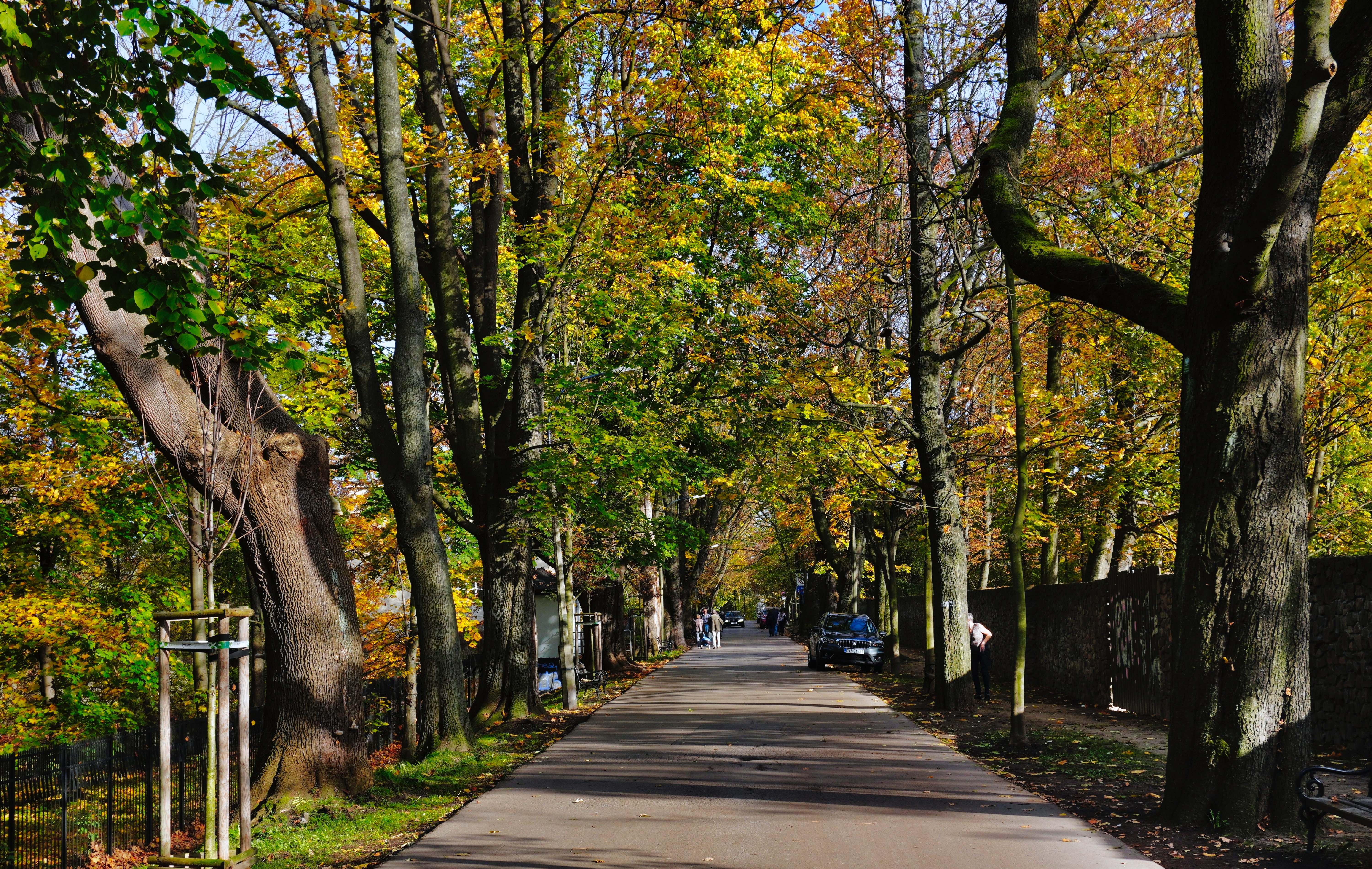
Aleja Jerzego Waszyngtona